# Song Zhenzong
Song Zhenzong (zijn persoonlijke naam was Zhao Heng) (968 - 1022) was keizer van de Chinese Song-dynastie (960-1279). Hij regeerde van 997 tot 1022.